# Clitómaco de Tebas

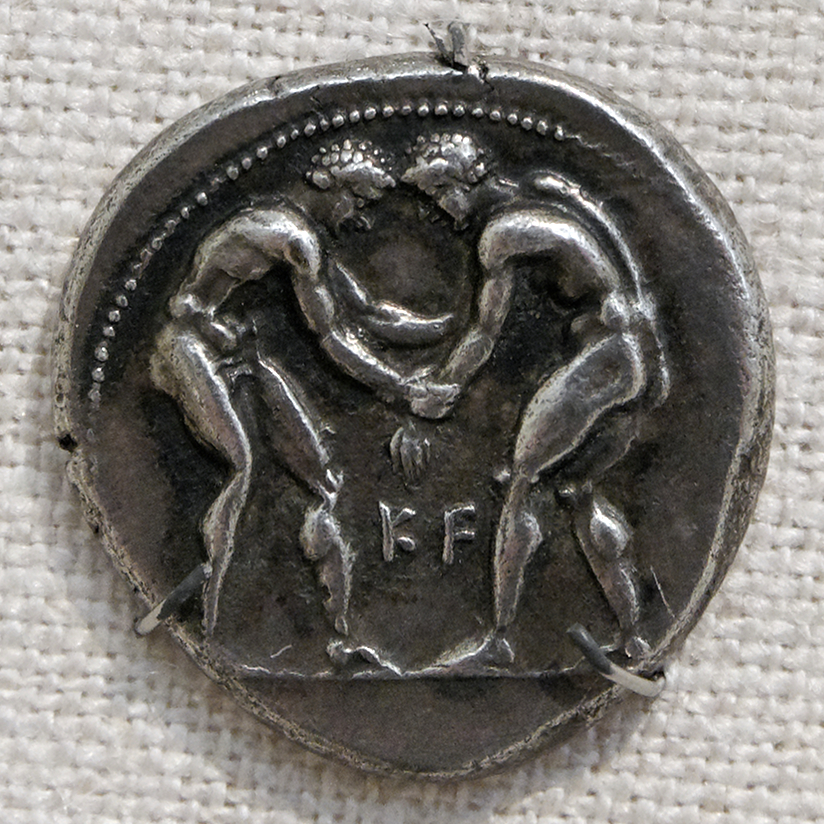
Tetradracma de plata representando luchadores.

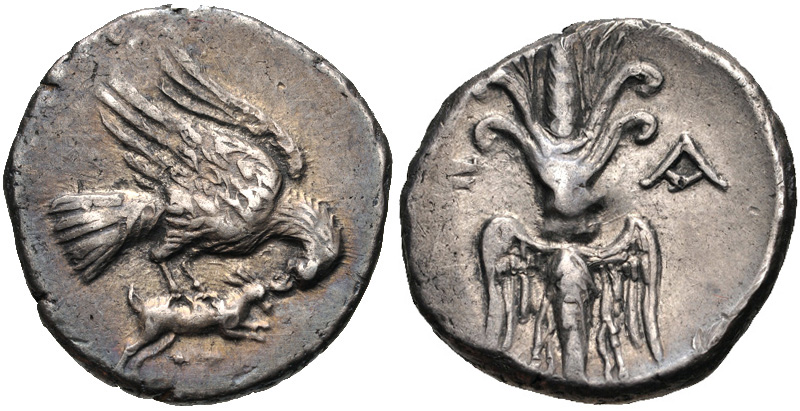
Dracma de Olimpia, que data entre el 134 (244 a. C.) y el 143 (208 a. C.) de los Juegos

Clitómaco de Tebas (Griego antiguo: Κλειτόμαχος ο Θηβαίος) fue un atleta olímpico del siglo III a. C. originario de Tebas e hijo de Hermócrates de Tebas.

## Vida
Fue coronado campeón de pancracio en los 141 Juegos Olímpicos ( 216 a. C.) y de pugilato de los 142 Juegos Olímpicos de la antigüedad (212 a. C.) También obtuvo numerosos triunfos en los juegos de Nemea y de Delfos, mientras que en Istmia derrotó a todos sus oponentes en boxeo y pancracio en el mismo día. En los 142 Juegos, pidió a los jueces si podía competir en el pancracio antes del boxeo, lo cual fue aceptado, pero fue derrotado por Capros de Elis. Fue triastés (lucha, pugilato y pancracio) en los Juegos Ístmicos a finales del siglo III.
Disfrutó de una reputación tan grande que Ptolomeo IV de Egipto envió a un boxeador extremadamente poderoso, Aristónico, para derrotar a Clitómaco, pero Clitómaco ganó. Según una tradición anacrónica, Alejandro Magno refundó Tebas en el siglo IV a. C. respetando las victorias de Clitómaco. 
Lo que caracteriza a Clitómaco fue la completa abstinencia de la actividad sexual durante el tiempo en que tenían lugar las peleas para mantener el máximo de su fuerza.

## Testimonios históricos
[6-15.3 -15.4] Κλειτομάχου δὲ Θηβαίου τὴν μὲν εἰκόνα ἀνέθηκεν Ἑρμοκράτης ὁ τοῦ Κλειτομάχου πατήρ, τὰ δὲ οἱ ἐς δόξαν ἦν τοιάδε. ἐν Ἰσθμῷ παλαιστὰς κατεπάλαισεν ἄνδρας καὶ ἐπὶ ἡμέρας τῆς αὐτῆς τούς τε ἐς τὴν πυγμὴν καὶ τοὺς ἐς τὸ παγκράτιον ἐσελθόντας ἐκράτει τῇ μάχῃ: αἱ δὲ Πυθοῖ νῖκαι παγκρατίου μέν εἰσιν αὐτῷ πᾶσαι, τρεῖς δὲ ἀριθμόν: ἐν δὲ Ὀλυμπίᾳ δεύτερος ὁ Κλειτόμαχος οὗτος μετὰ τὸν Θάσιον Θεαγένην ἐπὶ παγκρατίῳ τε ἀνηγορεύθη καὶ πυγμῇ. 

'[4] παγκρατίου μὲν οὖν μιᾷ πρὸς ταῖς τεσσαράκοντα καὶ ἑκατὸν Ὀλυμπιάσιν ἔφθανεν ἀνῃρημένος νίκην: ἡ δὲ Ὀλυμπιὰς ἡ ἐφεξῆς εἶχε μὲν τὸν Κλειτόμαχον τοῦτον παγκρατίου καὶ πυγμῆς ἀγωνιστήν, εἶχε δὲ καὶ Ἠλεῖον Κάπρον ἐπὶ ἡμέρας τῆς αὐτῆς παλαῖσαί τε ὁμοῦ καὶ παγκρατιάσαι προθυμούμενον. - Παυσανίου Ἑλλάδος Περιήγησις 6. Ἠλιακῶν Β' 

[6-15.3 -15.4] La estatua de Clitómaco de Tebas fue un regalo honorario de su padre Hermócrates; y sus logros fueron los siguientes: en Ios Juegos Ístmicos fue campeón el mismo día de lucha, pugilato y pancracio. Fue tres veces campeón del pancracio en los Juegos Píticos y el primero, después de Teágenes de Tarso, en ganar el pancracio y el pugilato en Olimpia.

4. Ganó el pancracio en la Olimpiada 141 y en la siguiente Clitómaco participó en el pancracio y en el pugilato. En la misma Olimpiada, Capro de Elis quiso competir en el pancracio y en la lucha.